# Apanteles shrii
Apanteles shrii är en stekelart som beskrevs av Sathe och Ingawale 1995. Apanteles shrii ingår i släktet Apanteles och familjen bracksteklar. Inga underarter finns listade i Catalogue of Life.